# إندوس نيوز
إندوس نيوز (بالإنجليزية: Indus News) هي قناة إخبارية باكستانية دولية ناطقة باللغة الإنجليزية. تم إطلاقها في نوفمبر 2018، ويقع مقر القناة في لاهور. أسس القناة الصحفي الباكستاني ورجل الأعمال آفتاب إقبال. المدير العام هو سرمد سالك وكان سابقًا يعمل في وكالات TRT وARY.